# HMS Aylmer (K463)
«Ейлмер» (англ. HMS Aylmer (K463) — військовий корабель, фрегат типу «Кептен» Королівського військово-морського флоту Великої Британії за часів Другої світової війни.
Фрегат «Ейлмер» був закладений 12 квітня 1943 року на верфі американської компанії Bethlehem Hingham Shipyard у Гінгемі, як ескортний міноносець Harmon (DE-72). 10 липня 1943 року він був спущений на воду, а 30 вересня 1943 року відразу увійшов до складу Королівських ВМС Великої Британії.
Корабель брав участь у бойових діях на морі в Другій світовій війні, бився у Північній Атлантиці, біля берегів Франції, Англії, супроводжував атлантичні конвої. В ході війни служив у ескортних групах супроводження транспортних конвоїв та був одним з протичовнових кораблів, на рахунку якого знищення самостійно або у складі групи двох підводних човнів противника: U-765 і U-1051.

## Історія служби
Споконвічно цей корабель закладався як ескортний міноносець і мав тимчасову назву USS Harmon. Однак перед спуском на воду його передали Королівському флоту, і він був перейменований на фрегат на честь учасника битви при Барфлері та Ла-Уге, майбутнього адмірала флоту Метью Ейлмера.
Після введення до строю «Ейлмер» відплив до Британії, де його модифікували відповідно до вимог Королівського флоту. У березні 1944 року його включили до Командування Західних підходів як корабель 5-ї ескортної групи під керівництвом капітана Д. Макінтайра.
У квітні 5-та ескортна група приєдналася до конвою ON 233 як група підтримки, але її перенацілили для полювання на підводний човен, що здійснював метеорологічну розвідку регіону. 6 травня 1944 року німецький підводний човен U-765 був знайдений і потоплений у Північній Атлантиці глибинними бомбами фрегатів «Ейлмер», «Блай» та «Бікертон», що діяли разом з двома торпедоносцями «Сордфіш» (825-ї ескадрильї) ескортного авіаносця «Віндекс». З екіпажу U-765 37 загинули і 11 вижили. Подальші пошуки підводного човна, надісланого на допомогу U-765, не увінчалися успіхом.
22 серпня 1944 року, під час операції «Гудвуд», ескортні авіаносці «Трампітер» і «Набоб») Домашнього Флоту (під командуванням адмірала Мура) відпливли до Баренцева моря, щоб атакувати німецький лінкор «Тірпіц» в Алта-фіорді. Під час цієї операції «Набоб» був торпедований, а через десять хвилин ескортний міноносець «Бікертон» (під командуванням капітана Дональда Макінтайра, командира 5-ї ескортної групи) також був уражений акустичною торпедою (GNAT). Обидві атаки були здійснені підводним човном U-354. «Набоб» зміг збільшити швидкість і був супроводжений назад (в середньому 10 вузлів (19 км/год) до Росайта, де його вважали конструктивною повною втратою та використовували як запасні частини. «Бікертон» був потоплений «Віджілентом», оскільки будь-який порятунок вважався занадто ризикованим. Щоб потопити «Бікертон», «Віджіланту» довелося випустити три торпеди. У результаті цієї дії капітан Дональд Макінтайр передав своє командування «Ейлмеру».
26 січня 1945 року британські кораблі «Ейлмер», «Бентінк» і «Кальдер» тараном і глибинними бомбами затопили німецький підводний човен U-1051 біля острову Мен, котрий щойно торпедою уразив британський фрегат типу «Кептен» «Маннерс». Всі 47 членів німецького екіпажу загинули.